# Ачадовка
Ача́довка (рос. Ачадовка, ерз. Оцяду) — присілок у складі Зубово-Полянського району Мордовії, Росія. Входить до складу Новопотьминського сільського поселення.
Населення — 29 осіб (2010; 32 у 2002).
Національний склад (станом на 2002 рік):
- мордва — 94 %